# Élections générales tokelauanes de 2014
Des élections générales ont lieu le 23 janvier 2014 aux Tokelau (Nouvelle-Zélande). Il s'agit à la fois d'élire les dirigeants locaux de chaque atoll, et les membres du parlement, le Fono,.

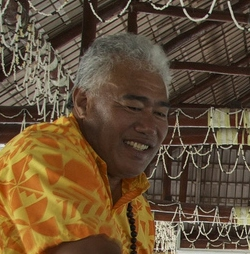
Foua Toloa, faipule sortant de Fakaofo.

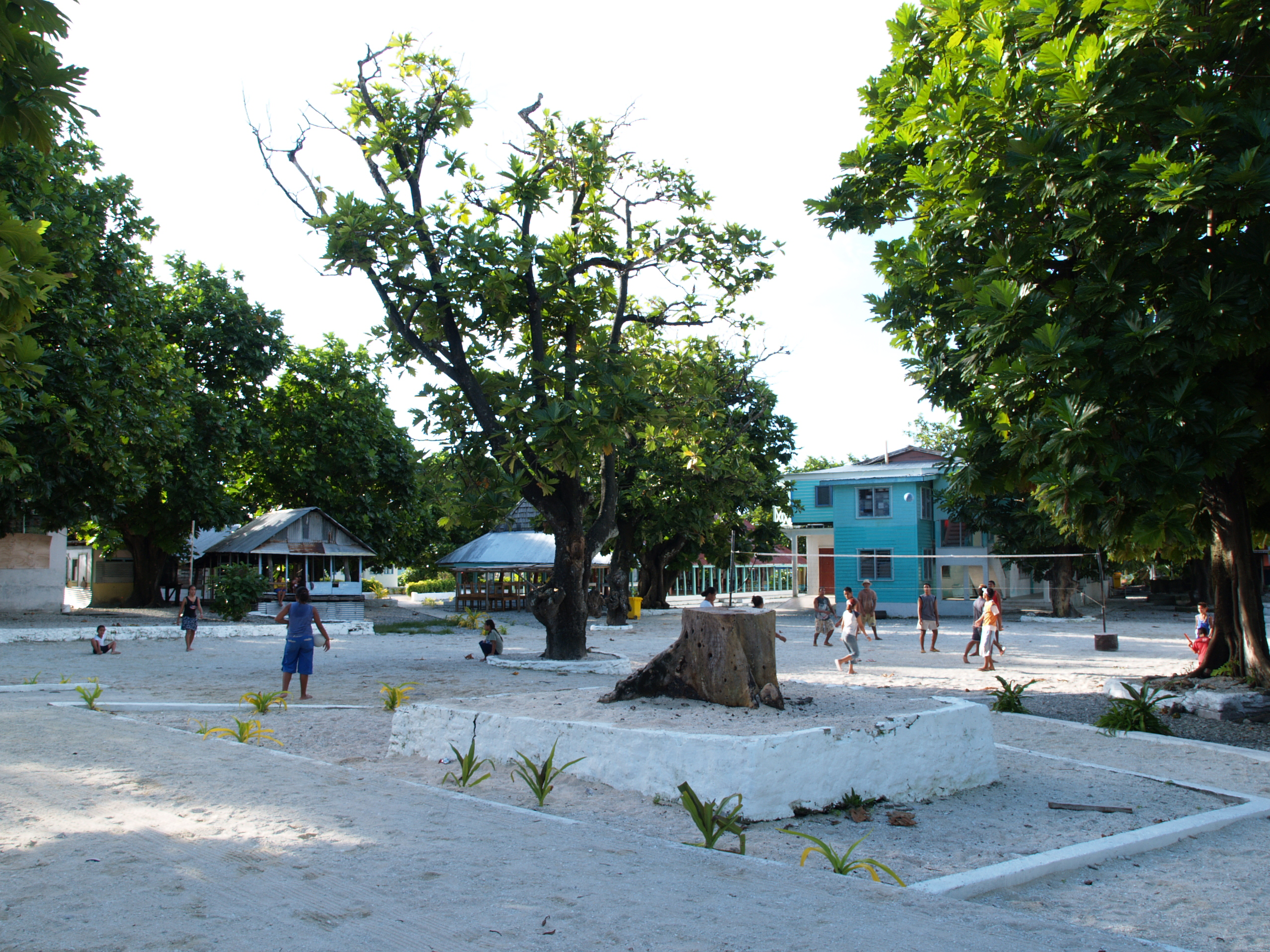
Place centrale de l'unique village (éponyme) de Fakaofo.

## Contexte et système politique
Les Tokelau sont un archipel polynésien, sous souveraineté néo-zélandaise. Il est composé de trois atolls, Atafu, Fakaofo et Nukunonu, pour une population d'ensemble d'environ 1 300 habitants, dont près de 700 en âge de voter. Les élections ont lieu tous les trois ans, au suffrage universel direct. Chaque atoll élit alors un maire (pulenuku) et un 'chef' (faipule). Le maire gère les affaires internes de l'atoll, tandis que le faipule représente davantage l'atoll à l'extérieur. Le Conseil permanent du Gouvernement, corps exécutif national, est composé des trois pulenuku et des trois faipule de l'archipel. Le Conseil est présidé par le Ulu-o-Tokelau, chef du gouvernement. Cette fonction est exercée par chacun des trois faipule pour une durée d'un an. Dans le même temps, les citoyens de chaque atoll élisent leurs représentants au Fono, le parlement national : sept députés pour Atafu, élus selon un système de vote préférentiel ; sept pour Fakaofo, élus de la même manière ; et six pour Nukunonu, élus au scrutin majoritaire à plusieurs tours (sur une seule journée) ; soit vingt sièges au total. Les députés élisent ensuite un président de l'assemblée. Un administrateur nommé par la Nouvelle-Zélande dispose en principe d'un droit de véto sur la législation adoptée par le Fono, mais en pratique ce droit n'est jamais exercé. De la même manière, en pratique, la législation adoptée par le Parlement de Nouvelle-Zélande ne s'applique aux Tokelau qu'en cas d'accord du Fono,,.
Chacun des six membres du Conseil se voit attribuer un ou plusieurs ministères. Les ministères des Affaires étrangères, de la Justice, des Femmes, et des Sports, reviennent à l’Ulu ex officio, et leur tenant change donc chaque année.
Il n'existe pas de partis politiques. La petite taille de la communauté de chaque atoll, et la proximité entre les élus et leurs électeurs, font du territoire une démocratie non partisane. Il y a quelque soixante candidats, dont vingt-quatre pour les six sièges au Conseil. L'ensemble des membres du Conseil sortant, présidé en dernière instance par Salesio Lui (faipule de Nukunono), se représentent. Les soixante électeurs expatriés aux Samoa, ou s'y trouvant temporairement, y disposent de deux bureaux de vote. En revanche, les Tokelauans résidant en dehors de l'archipel n'ont pas la possibilité de voter.

## Résultats

### Pour le Conseil
Parmi les trois faipule, seul Foua Toloa conserve son siège. Kuresa Nasau, qui avait été faipule d'Atafu de 1983 à 2011, retrouve son siège brièvement perdu. À Nukunonu, Sio Perez est élu faipule pour la première fois. Quant aux pulenuku, deux d'entre eux sont réélus, tandis qu'à Fakaofo, Mose Pelasio obtient ce poste pour la première fois,.
| Titre                | Tenant sortant   | Ministères du sortant                                                          | Élu en 2014      | Voix et pourcentage | Ministères conférés | Ulu pour l'année... |
| -------------------- | ---------------- | ------------------------------------------------------------------------------ | ---------------- | ------------------- | ------------------- | ------------------- |
| Faipule d'Atafu      | Kelisiano Kalolo | Développement économique, ressources naturelles et environnement ; Ulu en 2012 | Kuresa Nasau     |                     |                     |                     |
| Faipule de Fakaofo   | Foua Toloa       | Énergie ; Ulu en 2011                                                          | Foua Toloa       |                     |                     |                     |
| Faipule de Nukunonu  | Salesio Lui      | Services de soutien, transports et finances ; Ulu en 2013                      | Sio Perez        |                     |                     |                     |
| Pulenuku d'Atafu     | Faafetai Taumanu | Éducation                                                                      | Faafetai Taumanu |                     |                     |                     |
| Pulenuku de Fakaofo  | Otinielu Tuumuli | Télécommunications                                                             | Mose Pelasio     |                     |                     |                     |
| Pulenuku de Nukunonu | Panapa Sakaria   | Santé                                                                          | Panapa Sakaria   |                     |                     |                     |